# Cassine melanocarpa
Cassine melanocarpa là một loài thực vật có hoa trong họ Dây gối. Loài này được (F.Muell.) Kuntze mô tả khoa học đầu tiên năm 1891.